# Sönner-Ledflon
Sönner-Ledflon, eller snarare tjärnen på Sönner-Ledflon, är en sjö i Strömsunds kommun i Jämtland och ingår i Ångermanälvens huvudavrinningsområde. Sjön har en area på 0,0476 kvadratkilometer och ligger 472 meter över havet.

## Delavrinningsområde
Sönner-Ledflon ingår i det delavrinningsområde (704436-150318) som SMHI kallar för Inloppet i Sörviksjön. Medelhöjden är 415 meter över havet och ytan är 36,18 kvadratkilometer. Det finns inga avrinningsområden uppströms utan avrinningsområdet är högsta punkten. Vikan (Vallån) som avvattnar avrinningsområdet har biflödesordning 3, vilket innebär att vattnet flödar genom totalt 3 vattendrag innan det når havet efter 234 kilometer. Avrinningsområdet består mestadels av skog (89 procent). Avrinningsområdet har 0,5 kvadratkilometer vattenytor vilket ger det en sjöprocent på 1,4 procent.